# 마리 고어맨

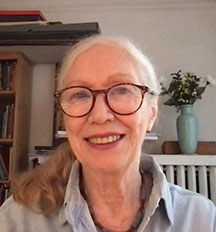

마리 고어맨(Mari Gorman, 1944년 9월 1일 ~ )은 미국의 배우, 연극 배우, 텔레비전 배우, 영화배우이다.
뉴욕에서 태어났다.

## 영화
- 돌아온 맥스 듀간 (1983년)
- 오, 굿! 북 2 (1980년) - 미시즈 허드슨 트레이시스 티처 역
- 사랑의 화원 (1976년)
- 굿바이 컬럼버스 (1969년)